# Chiesa di Santa Maria Assunta (Forni di Sopra)
La chiesa di Santa Maria Assunta è la parrocchiale di Forni di Sopra, in provincia ed arcidiocesi di Udine; fa parte della forania della Montagna.

## Storia
La prima citazione di una chiesa a Forni di Sopra risale al 1205. La parrocchia di Forni di Sopra fu istituita nel 1445.
Nel 1776 venne ultimato il grande campanile (misura 56 metri alla sommità della croce), del quale venne ricostruita la parte sommitale nel 1860 in seguito al danneggiamento subito a causa di una potente bufera di vento alcuni anni prima. 
Nel 1835 cominciarono i lavori di costruzione dell'attuale parrocchiale, portata a termine cinque anni dopo e consacrata nel 1849.

## Descrizione

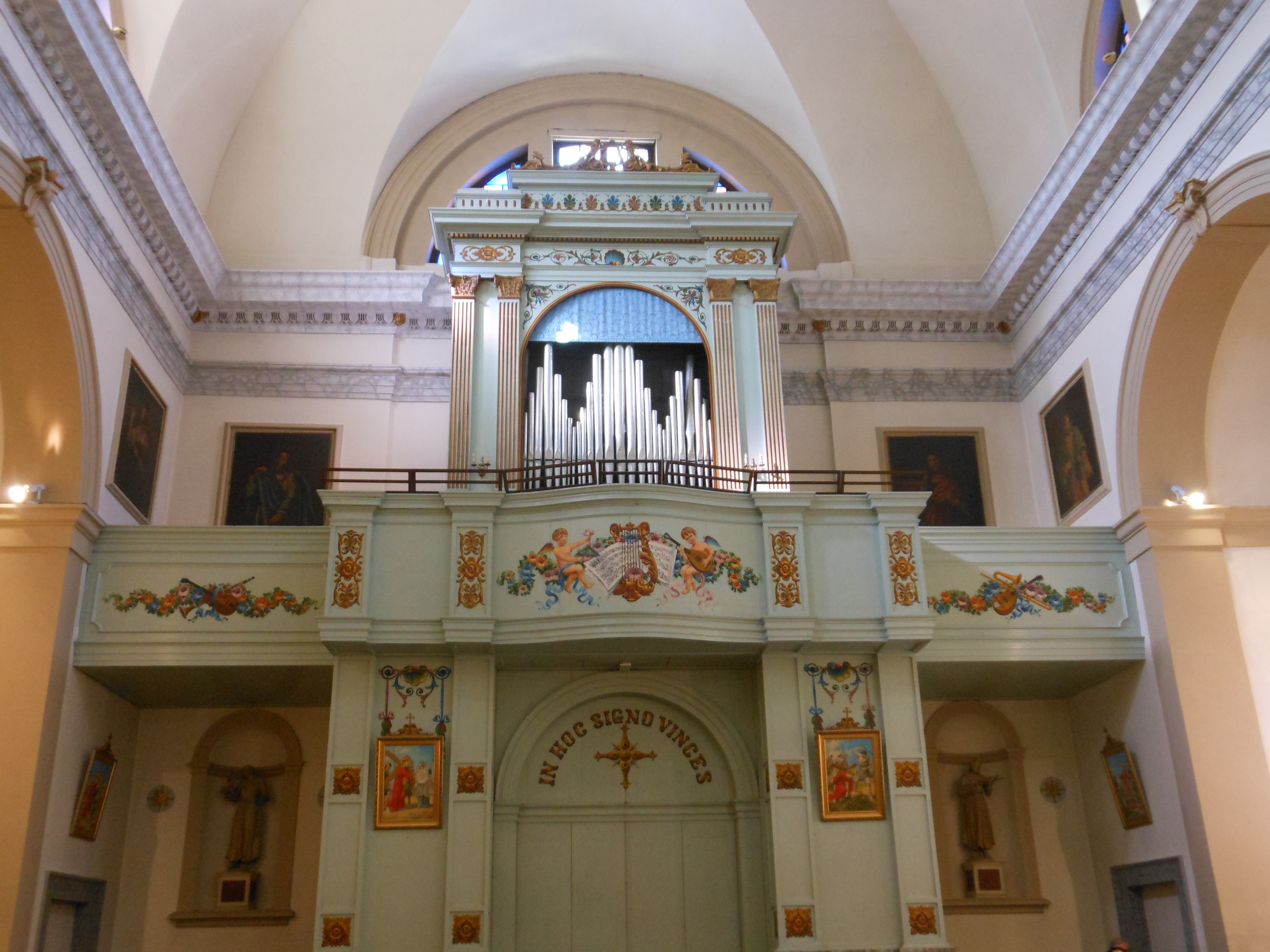
L'organo

### Interno
Opere di pregio conservate all'interno della chiesa sono un affresco del 1946 raffigurante i Santi Martiri Vito, Modesto e Crescenzia, opera di Fred Pittino, il crocifisso ligneo risalente al Quattrocento, l'altare maggiore, costruito da Elia D'Aronco e impreziosito da statue di Celestino Pochero, il fonte battesimale del 1564 e l'altare a sportelli con le statue della Madonna con Bambino dei Santi Maurizio, Gregorio Magno, Cristo in Pietà, Lorenzo, Vito, Sebastiano, Giovanni Battista, Giacomo e Rocco.

### Campanile
Nel 1776 venne ultimato il grande campanile, opera dei maestri scalpellini fornesi (misura 56 metri alla sommità della croce), del quale venne ricostruita la parte sommitale nel 1860 in seguito al danneggiamento subito a causa di una potente bufera di vento alcuni anni prima; la campana più piccola e la mezzana vennero fuse dalla ditta vittoriese De Poli.